# 劇団うりんこ
劇団うりんこ（げきだんうりんこ）は、名古屋市名東区を拠点に活動する児童向け劇団。

## 概要
1973年（昭和48年）に8人で旗揚げされた。学校公演を活動の中心としている。1986年（昭和61年）には稽古場を兼ねた自前の劇場である「うりんこ劇場」を名東区八前一丁目に構えた。劇団の名称のうりんこは、イノシシの子供を意味する語である。
創立者の一人しかたしんが著した童話『ぼくと化け姉さん』の舞台の一つとして、うりんこをモデルにしたと思われる劇団が出てくる。